# Kerry King
Kerry Ray King (Los Angeles, 1964. június 3. –) amerikai zenész, a Slayer nevű thrash metal együttes gitárosaként vált ismertté.

## Élete
King Los Angelesben, Kaliforniában született. Apja repülőgépalkatrész-ellenőr volt, anyja pedig egy telefonos cég alkalmazottja. Amikor tinédzser lett, elment Phoenixbe, Arizonába, hogy gitározni tanulhasson egy helyi embertől, Dana Dawley-tól. Egyszer elvált; jelenlegi felesége Ayesha King, és van egy lánya, Shyanne Kymberlee King, az első házasságából. 1981-ben, belépett egy zenekarba mint gitáros. Ezután Jeff Hanneman megkereste őt, és elkezdtek Judas Priest-, valamint Iron Maiden-számokat játszani. Hanneman vetette fel, hogy miért ne lehetne egy saját zenekaruk.
Kingnek egyszer volt hosszú haja, de levágatta, amikor kopaszodni kezdett. Kopasz feje, szögekkel kivert alkarvédője, és kiterjedt tetoválása (kezén, karján és fején) a védjegyeivé váltak.
King mozaikszava, a KFK azt jelenti, hogy "Kerry Fuckin' King", derült ki a Guitar Worldnek adott interjújában.